# مکس ادلر (بازیگر)
مکس ادلر (به انگلیسی: Max Adler) (زاده ۱۷ ژانویه ۱۹۸۶) بازیگر آمریکایی است که علت اصلی شهرت وی بازی در نقش دیو کرافسکی در مجموعه تلویزیونی گلی است.
وی از فعالان حقوق همجنسگرایان است و در پروژه بهتر می‌شود مشارکت داشته‌است.